# Regina Dalcastagnè
Regina Dalcastagnè (Duque de Caxias, 1967) és una investigadora, escriptora i crítica literària brasilera que es destaca per avaluar aspectes de desigualtat social en la literatura brasilera, com en el llibre Literatura brasilera contemporània: un territori contestat que mostra un elitisme de l'escriptor brasiler mig, generalment home, blanc, amb diploma superior i vivint a Rio de Janeiro o São Paulo.
En el llibre O espaço da dor: o regime de 64 no romance brasileiro, Dalcastagnè analitza les descripcions de tortura de Renato Tapajós i les figuracions de l'autoritarisme en Josué Guimarães.